# Civilisation du Mississippi
Pour les articles homonymes, voir Mississippi.

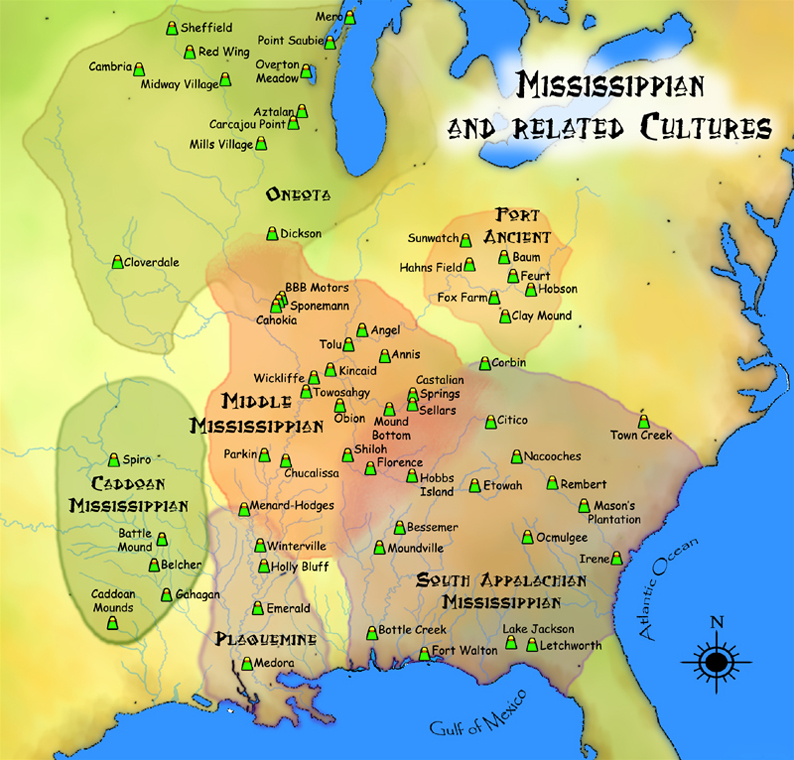
Carte des principaux foyers de la culture mississippienne.

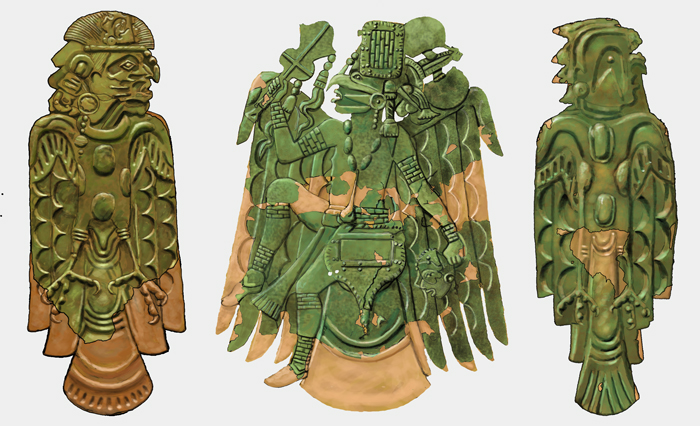
Plaques de cuivre repoussé aviformes, dites « plaques Wulfing », typiques de la civilisation du Mississippi (tumulus d'Etowah et de Spiro).

La civilisation du Mississippi (ou culture mississippienne) s'est développée entre les IXe et XVIIe siècles, à l'est du fleuve Mississippi, sur le territoire actuel des États-Unis. Elle peut être rattachée à la culture des Mound Builders, car elle a produit de grands tertres funéraires (tumulus). Cette civilisation a commencé à s'épanouir dans la vallée du Mississippi, d'où son nom. Il semble qu'elle ait complètement disparu avant l'arrivée des colons européens en Amérique du Nord.

## Les villes du Mississippi

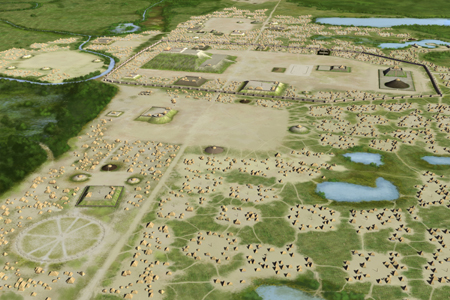
Cahokia, la plus importante ville précolombienne hors Amérique latine, a compté au moins vingt mille habitants.

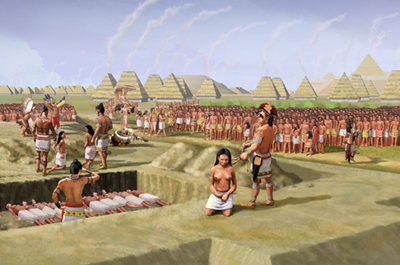
Sacrifice rituel par strangulation de 53 jeunes femmes à Cahokia, lors de l'enterrement d'un personnage important.

Au VIIIe siècle, les villes du Mississippi moyen se caractérisent par des tertres rectangulaires à sommet plat, surmontés de temples et de maisons mortuaires pour les hautes classes, et de maisons de rondins. Dépourvus d'écriture, les Mississippiens n'ont pas laissé d'édifices en pierre. Un centre urbain typique comporte une vingtaine de ces tertres groupés autour d’une vaste place et entourés d’une palissade de bois défensive. On y a également trouvé des traces de maisons longues, avec des murs enduits de torchis et des toits de chaume. Ces villes sont à la fois des centres religieux et administratifs permettant de collecter et de redistribuer vivres et matières premières. Cahokia, la plus importante ville précolombienne hors Amérique latine, a compté au moins vingt mille habitants. Les vallées fertiles, aux alentours des villes, abritent d’importantes populations rurales dans des villages permanents (environ 200 habitants au km2). Une révolution agricole, avec l’introduction de plants de maïs plus productifs pouvant mûrir en 120 jours hors-gel au lieu de 200, permet de pareilles densités, et parfois deux récoltes dans les régions abritées. Les paysans cultivent les sols fertiles des vallées fluviales avec des houes. Outre la culture du maïs, on cultive le noisetier, le tournesol, les haricots et les courges.
Les voyageurs européens qui atteindront les villes du Mississippi au XVIe et XVIIe siècles décriront une société matriarcale régie par un chef qui contrôle quatre classes sociales bien définies. Les élites se font enterrer, couchés sur des litières de bois, sous des édifices funéraires placés au sommet des tertres dans le centre des villes. Les corps paraissent avoir été décharnés, puis les ossements collectés et réinhumés. On place dans les mausolées des biens exotiques : vases de coquillage, perles de nacre et de coquillages, feuilles de cuivre travaillées au repoussé. Parfois on tue des serviteurs pour qu’ils accompagnent leur maître dans l’au-delà.

## Agriculture
Les peuples du Mississippi faisaient pousser leurs récoltes dans de petits jardins qu'ils cultivaient à l'aide d'instruments agraires simples. Ils se nourrissaient de maïs, haricots, courges, graines de tournesol. Ils complétaient leurs repas par des noix, des baies et des fruits ainsi que par du gibier (cerf, dindon, petits animaux). Ils pêchaient des poissons, des coquillages et des tortues dans les nombreux cours d'eau et les lacs de la région.

## Artisanat

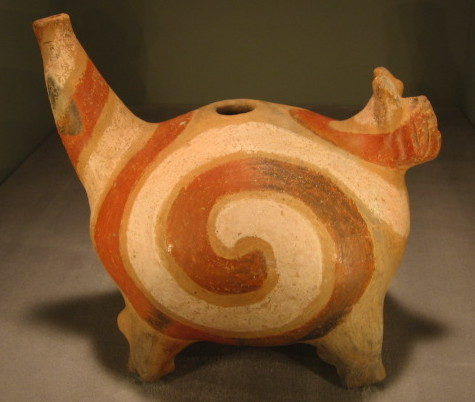
Poterie représentant une panthère d'eau, animal mythique aux pouvoirs surnaturels de la Civilisation du Mississippi. La spirale peinte sur le flanc représente l'eau. Cette iconographie va perdurer et se reproduire sur de nombreux supports. époque 1400-1600. hauteur : 20 cm.

La civilisation mississippienne a laissé des témoignages de son artisanat : les poteries et les céramiques utilisaient des coquillages. Les Amérindiens ne connaissaient pas les techniques de la métallurgie. Ils savaient néanmoins travailler les métaux ductiles récoltés à l'état natif tels que le cuivre et l'or, par martelage et trempe, pour fabriquer des couverts rituels.

## Commerce
La civilisation mississippienne a étendu son réseau commercial des Montagnes Rocheuses à l'ouest, à l'océan Atlantique à l'est.

## Architecture
Les Amérindiens de la civilisation mississippienne ne maîtrisent pas les techniques de l'architecture de pierre. Leurs tertres et leur habitat étaient construits en bois et en terre.

## Croyances
Il semble que la civilisation mississipienne ait reposé sur des cultes solaires et agricoles (cérémonies autour du maïs), influencés par les religions de la Mésoamérique.

## Chronologie
La chronologie est difficile à établir faute de documents écrits. Elle varie selon les sites et les régions.
- Early Mississippian cultures : sédentarisation, agriculture, centralisation.
- The Middle Mississippian period : apogée, Cahokia, cultes (1200 / 1400).
- The Late Mississippian period : après 1400, migrations, guerres.

## Liste des sites archéologiques de la civilisation mississippienne
Liste non exhaustive :
| - Vallée du Mississippi : - Cahokia Mounds, Illinois - Emerald Mound, Mississippi - Grand Village Mounds, Mississippi - Holly Bluff Mounds, Mississippi - Parkin Mounds, Arkansas - Wickliffe Mounds, Kentucky - Winterville Mounds, Mississippi | - Autres localisations : - Aztalan State Park, Wisconsin - Angel Mounds, Indiana - Buttes indiennes d'Etowah, Géorgie - Joara, Caroline du Nord - Moundville, Alabama - Ocmulgee Mounds National Historical Park, Géorgie - Spiro Mounds, Oklahoma |

## Galerie photos

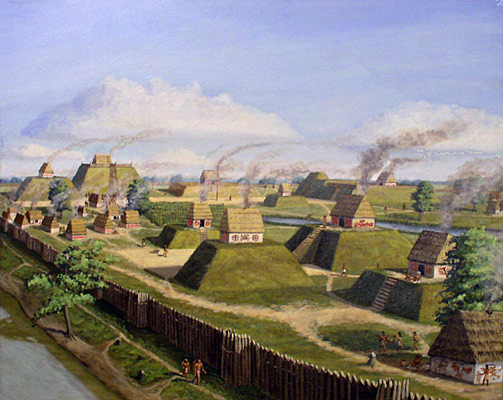
Reconstitution de Kincaid Mounds, dans l'Illinois, par Herbert Roe
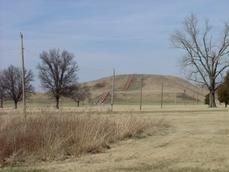
Un tumulus à Cahokia.
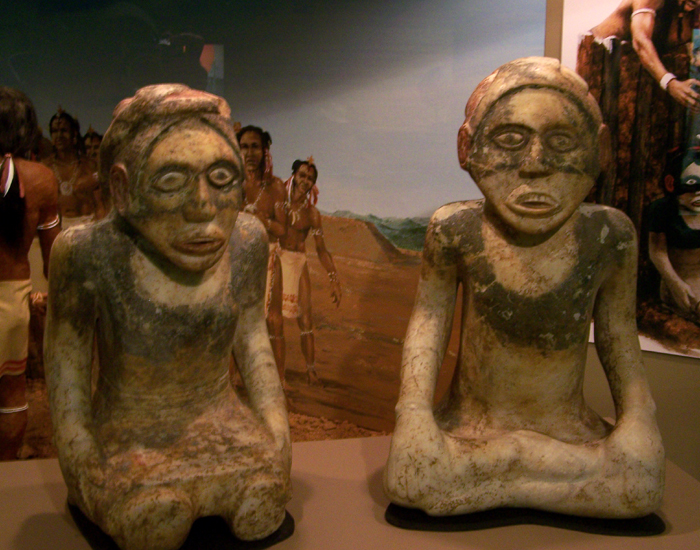
Sculptures en pierre